# レディストーカー 〜過去からの挑戦〜
『レディストーカー 〜過去からの挑戦〜』（レディストーカー かこからのちょうせん、Lady Stalker）は、1995年4月1日に日本のタイトーから発売されたスーパーファミコン用アクションロールプレイングゲーム。
主人公のレディが、サブキャラクターのヨシオとコックスを連れて冒険する内容で、すべての地形がクォータービューで立体的に描かれている事を特徴としている。元々はエニックスのファミリーコンピュータ用ソフト『ドラゴンクエストIV 導かれし者たち』（1990年）に登場する「アリーナ」というキャラクターのスピンオフ作品になる予定であった。
開発はクライマックスが行い、セガのメガドライブ用ソフト『ランドストーカー 〜皇帝の財宝〜』（1992年）を手掛けたスタッフが多く参加しており、ディレクターは西垣伸也、プログラムは内藤寬、キャラクター・デザインは玉木美孝が担当している他、音楽は歌手の菅井えりが担当している。

## ゲーム内容

### ゲームフィールドと移動
本作品は、『ランドストーカー 〜皇帝の財宝〜』と同様にクォータービューを採用し、立体を活かしたパズルのような仕掛けが多数存在する。すべての町・ダンジョンなどは個別のゲームフィールドごとに接続されており、これら全体でゲーム内の世界を構成している。プレイヤーは徒歩か、一度訪れたことがある特定の場所に限り、転送の特殊能力が付加されたアイテムや魔術を使用して目的地間を移動する。
『ランドストーカー』と異なる点として、プレイヤーキャラクターはジャンプができないため、垂直移動の手段は階段などの小さな段差を一段ずつ歩いて上る・梯子を使う・アイテムの使用などに限定される。
また、本作ではプレイヤーキャラクターであるレディをダッシュさせることができる。ダッシュでひび割れた壁や窓を破壊したり、敵にダメージを与えたり、細い溝などを飛び越えるなどのアクションが可能である。

### 戦闘
戦闘方式は従来のアクションロールプレイングゲームを踏襲しているが、敵である魔物との遭遇はランダムエンカウント方式を採用している。フィールドやダンジョンの散策中に一定確率で敵が出現し、BGMが戦闘専用のものに変化して、戦闘専用の画面に切り替わることなくその場で戦闘が開始される。
戦闘時は、レディ・ヨシオ・コックスの3人をプレイヤーキャラクターとして操作する。この3人には、一部ながらキャラクターボイスが採用されている。3人のプレイヤーキャラクターのうち、プレイヤーが自由に移動を操作できるのはレディのみである。ヨシオとコックスにはAIが搭載されており、プレイヤーが指定した作戦に従い、状況に応じて攻撃や回復などの行動を自動で行う。魔術やアイテムの使用は、プレイヤーがコマンドから直接命令できる。
レディの攻撃手段は武器による直接攻撃と、ボタンの長押しでゲージを溜めて発動する必殺技がある。ヨシオとコックスの攻撃手段は、武器による直接攻撃とゲージを溜めて発動する魔術が用意されている。魔術には、敵に火や氷をぶつける飛び道具のような攻撃やヒットポイントおよびステータス異常の回復など様々な種類があり、レベルの上昇によって使用できる必殺技や魔術は増えていく。戦闘中にアイテムを使用したり、味方および敵キャラクターが魔術などを使用した際は、逐次ダイアログボックスによるメッセージが表示されて戦闘の状況を説明する。
また、攻撃を加える方向によって敵に与えるダメージ量が異なっており、正面から攻撃するより、側面や後方から攻撃した方がより多くのダメージを与えられる。確率でクリティカルヒットが存在し、発動した際は「まぐれでだいダメージをあたえた」というメッセージが表示される。逆に敵からクリティカルヒットを受けた場合は「ゆだんたいてき だいダメージ」というメッセージが流れる。
戦闘に勝利するか逃走に成功することで戦闘は終了する。敵を倒した時は「○○を かたづけた。」というメッセージが表示される。
戦闘からの離脱は、逃走コマンドを使用するか、隣のフィールドへ移動することで発動する。逃走に失敗した場合は「にげられません。ざんねんです。」というメッセージが表示され、大きな隙が生じると同時に敵のカウンターアタックを受ける。フィールドの地形によっては下の階に落下する落とし穴などがあり、ヨシオやコックスが戦闘中に落とし穴に落ちて戦闘から離脱した場合、その戦闘中は復帰できない。また、敵を落とし穴に落とすことも可能だが、その場合、戦闘から離脱した敵の経験値などは入手できない。

### その他

#### カジノ
本作品にはミニゲームが楽しめる施設としてカジノが存在する。受付で所持金を専用のメダルに換金したうえでミニゲームに挑戦できる。ミニゲームはスロットマシンと、カプリキャッチャーというプライズゲームがある。カプリキャッチャーは時にここでしか入手できないアイテムが景品として用意されており、物語の進行に応じて定期的に景品が入れ替えられている。また、受付にて、所持しているメダルの枚数に応じたアイテムと交換できる。

#### ひかるビーダマ
町・ダンジョンなどゲームフィールド内の様々な場所に「ひかるビーダマ」というアイテムが存在する。入手したひかるビーダマは、これらを収集しているキャラクターに転送できる。ひかるビーダマは、集めた数に応じて様々なアイテムと交換できる。

#### セーブ
セーブデータの枠は6つ用意されている。セーブは、町に存在する教会やダンジョン内に置いてある日記帳などを用いて、これまでの冒険を日記に記述するという体裁で行う。

## 設定

### ストーリー
大富豪の愛娘であるレディは、彼女が通った後は災いしか残らないと言われるほど非常にお転婆な少女であった。事態を憂慮したレディの父親は、彼女を庭の離れにある屋敷に軟禁し、ヨシオとコックスを彼女の世話役と監視役に置いた。部屋で大人しくしていられず脱走を試みるレディと、それを阻止する2人の争いは日常茶飯事であった。
ある日、いつものようにレディは軟禁されている部屋で勉強をしていたが、部屋にあったデスランド島の伝説に関する本を読み、沸き上がる興味を押さえきれず、部屋から脱走してデスランド島へ行くことを決意する。ヨシオとコックスはレディの脱走を阻止しようとするが、彼女の挑発に乗り暴走したヨシオによって屋敷は全焼する。焼け跡の中、呆然とする2人に対してレディは、自分が戻ってくるまでに屋敷を直しておくように告げ、ついに脱出に成功する。
船に乗り、デスランド島に辿り着いたレディは期待と希望に胸を膨らませていたが、次第に島全体を巻き込む大きな事件へ関わることになっていく。

### 世界観

#### デスランド島
物語の舞台はデスランド島と呼ばれる島である。作中の時代より数千年前、島内に人間が居住しておらず魔物のみが生息していた時代に、キングバロンという人間の知性を超越した魔物がこの島に住んでいたとされ、彼にまつわる記録や伝説が数多く残されている。キングバロンがいなくなった後、彼が遺したという遺跡や財宝を求めて多くの人々がこの島を訪れ、命を落としていったことから、島は「デスランド」と名付けられたという設定になっている。
作中でデスランド島は観光地となっており、キングバロンが住んでいた城などを観光資源として利用している。島には港町から船で進入する。島内の経済は主に観光業で成り立ち、一般の観光客の他に、島の伝説を聞いて訪れた学者や賞金稼ぎで賑わっている。島内は「エンドル」という通貨が流通している。また、「こんにちは」を意味する「ゲロハー」というデスランド島独自の言葉がある。
島内は、トマトンやベビーバロンといった魔物が徘徊しているうえに、古代に作られた罠や仕掛けなどが未だ数多く存在しており危険なので、港町から島の奥へ進むためには入島審査を受けて査証を発行してもらう必要がある。多くの死者が出ており、町には命を落とした者の墓が数多くある。
デスランド島の地理は大きく南部と北部に分かれており、人間の居住地は島の南部に集中している。北部は樹海や火山・雪原・断崖などの自然に覆われており、調査が進んでいない未詳の地である。また、島の南東にはバロンロックという離れ小島があり、キングバロンの邸宅や研究所があったと言われているが、周囲を断崖絶壁に囲まれており上陸不可能なために、前人未到の領域といった設定になっている。
本作品のエンディングでは、レディの案により、島の遺跡を利用して遊園地を開園し、島の名前はデスランドからレディに因んで「じゃじゃうまランド」に変更される運びとなる。

#### デスランド島内の地名
港町
ゲームのスタート地点である町。デスランド島の南側に位置し、島の玄関港となっている。四方を高い壁で囲んでおり、港町を出て島内へ進入するためには入島審査に合格する必要がある。入島審査の会場を抜けた先には博物館があり、島内で発掘された古代の遺物や魔物の化石が展示されている。また、館内に巨大スクリーンが設置されており、島の歴史を紹介する内容のサイレント映画が上映され、館長が弁士を務める。館長が高齢のため、上映は1日につき1回である。物語の後半になると、魔物が島を訪れた人間を捕えて缶詰にしていることが知れ渡ったことから住人が島外へ退避し、ゴーストタウンと化す。
リバータウン
デスランド島の中心地。町内を川が流れており、人間の居住地としての規模は島内で最も大きい。情報屋ボブや考古学者サジクの自宅があり、サジクの妻であるメグが貸し倉庫を営んでいる。
バロン城
キングバロンの城と言われている建造物。城下には温泉や記念撮影用のパネルが設置されており、無料で記念撮影ができる。城内は見学可能で、城の中に入るためには入場料を支払う必要がある。城内は広大で書庫や中庭、牢屋、拷問部屋などがある。ベビーバロンなどの魔物が徘徊し、城のいたる所に様々な罠や仕掛けが設置されているため、命を落とす危険もある。また、城の奥には、魔物が人間を食用に加工した大きな缶詰が多数貯蔵されている。城は下水道と繋がっており、そこからデスバレー鉱山へ行くことができる。物語の後半、魔物が島を訪れた人間を捕えて缶詰にしていることが知れ渡ると、港町同様に観光客の姿は見えなくなる。
デスベガス
デスバレー鉱山の麓にある町。住人はほとんどが犯罪者などの囚人で構成されており、魔物の指揮のもと、デスバレー鉱山での発掘に従事している。酒場にはリルちゃんというバニーガールの姿をした人形が置かれており、住人は仕事へ赴く前に、この人形にキスをしていく。また、カジノが建設されており、スロットマシンやカプリキャッチャーというクレーンゲームのようなミニゲームを楽しめる。
デスバレー鉱山
バロン城の北にある鉱山。鉱山への移動はデスベガスからケーブルカーを利用する。この鉱山から巨大なトマトンの化石が発見されており、デスベガスの住人が発掘を行っている。鉱山内はトロッコの軌条が縦横無尽に伸びており、トロッコを利用して移動する。鉱山の中には神殿があり、魔物の集会場となっている。
モンスター村
魔物達の集落。村の中央には、魔物達を統率する巨大なベビーバロン・ジェイビーの像が建っている。レディ達が初めて村を訪れた際には、近くにある火山の噴火によって、村の大部分が溶岩に覆われるなどの自然災害を受けている。村内にある建物の扉は魔物の顔を象っている。この扉は人間を寄せ付けないため、そのままでは中へ入ることはできないが、「まものエキス」を摂取して魔物に変身すると、建物の中に入ることができるようになる。また、火山の中に基地を建造し、その奥に溶岩炉がある。ジェイビーの像は、本作品のエンディングにて、レディの手によってバロン城の城門に据え付けられた。
スノーバレー
デスバレー鉱山からトロッコに乗って進んだ先にある、雪と氷に覆われた地域。魔物達がジェイビーの命令で古代の装置を復活させるためのアイテムを探索している。人間を缶詰にする工場があり、多くの人間が氷漬けにされている。缶詰を製造する機械は既に故障しており、稼働していない。また、この地域内には温泉がある。
嘆きの岬
島の南端にある岬。過去に多くの人々がここから東にあるバロンロックを目指したが、誰一人到達できず命を落とす者も多かったため、嘆きの岬と名付けられた。岬の付近には宿屋がある。
ラムスの塔
嘆きの岬の近くに聳え立つ14階建ての巨大な塔。作中より200年前にラムス王がキングバロンの古代装置を手に入れるために建造し、多数の科学者が塔に監禁された。入口は大きな一枚岩の扉で塞がっている。内部には塔の中で死んで行った者達の魂が彷徨っており、中には店や宿屋を営んでいる魂もいる。レディ達がバロンロックに渡った後は、入口が大きな一枚岩で再び塞がり、中に入れなくなる。
バロンロック
デスランド島の南東にある岩の小島。キングバロンの邸宅と、彼が研究を行っていた拠点があるとされている。周囲は断崖絶壁となっており風も強いため、海から上陸することはできず、未だ誰もバロンロックに足を踏み入れたことはないという設定だが、キングバロンの邸宅内では、魔物が武器屋などの店を開いていたりする。

## 登場人物

### 主要人物
レディ
本作品の主人公である少女。ボブカットに服装は黒基調で、ノースリーブのトップス、オペラ・グローブ、ミニスカート、ロングブーツを着用している。大富豪の令嬢だが、淑女とはほど遠く非常に血の気が多い。言葉遣いは悪く、常に暴れ回っていないと気が済まない。父親によって庭の離れにある屋敷に軟禁され、ヨシオとコックスの監視下に置かれるが、爆弾を使用するなどして何度も脱走を試みている。脱走防止のため、彼女の部屋は有刺鉄線に囲まれ、扉は非常に分厚くなっている。デスランド島の伝説に興味を抱き、ヨシオとコックスの制止を振り切り家を飛び出してデスランド島へ赴く。魔術は使えず、鞭とブーツを着用した状態でのキックを武器に戦う。成り行きでジェイビーの企みを阻止することになるが、エンディングではジェイビーの像をバロン城の城門に据え付けた。
ヨシオ
家庭教師兼庭師の老人。眉の無い三白眼で、西洋貴族のような白髪の巻き髪に顎髭を生やしており、赤いシャツに茶色のオーバーオールを着用し、軍手をはめている。レディのことは「お嬢様」と呼ぶ。猜疑心が強く、この性格が原因で妻に逃げられたことをコックスに指摘された。物語のプロローグでレディが脱走を計った際に、彼女の挑発に乗って火の魔術をレディに向かって乱発するが、避けられているうちに屋敷に引火、全焼させた。その後、レディを追ってコックスと共にデスランド島を訪れたところ、ジェイビーに捕まり、デスバレー鉱山内に幽閉されていたが、そこでレディと再会して仲間に加わる。屋敷の消火活動の混乱で習得した魔術をほとんど忘れたため、以降はレベルアップと共に魔術を思い出していく設定になっている。博識で、デスランド島の古代文字が読める。武器はスコップで杖代わりにしており、攻撃系の魔術が得意である。
コックス
料理人兼用心棒の青年。緑色の上下にコック帽とエプロンを着用している。ヨシオ同様、レディを「お嬢様」と呼ぶ。オカマであるという噂が流れており、時折オネエ言葉で話す。ヨシオと共にレディを追ってデスランド島を訪れるが、一緒にジェイビーに捕まり、ヨシオと引き離される。その後、デスバレー鉱山の中にある神殿へ連行された際に、怪力のジェイビーにうっかり強く叩かれて死にかけるが、魔物達が昏倒したコックスを放置して去った後、レディとヨシオに救助されて仲間に加わる。武器は包丁などの刃物で、回復系の魔術が得意である。

### デスランド島の関係者
バーボ
赤いプレートアーマーを装着している男性。キングバロンの財宝を求めてデスランド島を訪れる。旅の行く先々で出会い、バロン城では、数々の魔物や罠に襲われて瀕死の状態になり、レディにきずぐすりを分けてくれるようお願いしてくる。物語の後半になるとデスベガスに定住する。赤いハイヒールが幸せを呼ぶ靴であることを信じており、レディが「あかいハイヒール」という武器を装備している場合、それで自分を蹴るように懇願してくる。要望に応えて蹴ると、その度に歓喜して、お礼にカジノのコイン50枚をくれる。
サジク
リバータウンに住む考古学者の男性。トーブのような服装にターバンを巻いている。デスバレー鉱山で巨大なトマトンの化石を発見した。その後、再調査のためにデスバレー鉱山に赴くが、そこで消息を絶ち、物語の序盤では行方不明になっている。レディ達がスノーバレーを訪れた際に、魔物に捕まり、缶詰工場で氷漬けにされていることが判明する。レディ達に氷を割られて救助された後、妻のメグに会うため、壁を突き破って一目散にリバータウンへ走り去っていった。
メグ
サジクの妻。リバータウンで貸し倉庫を営んでいる。夫のサジクが行方不明になってからは元気がなかったが、サジクが帰還した後は元気を取り戻す。
ボブ
リバータウンで情報屋をしている男性。情報料を支払うことで、キングバロンの伝説に関する情報を教えてくれる。後に彼の息子であるこボブと、父であるじじボブがメグの貸し倉庫で働くことになる。本作品のエンディングで、島の名前をデスランドから、島の騒動を収めたレディにちなんで「じゃじゃうまランド」に変更することをレディに告げた。
コレクタ
デスベガスの住人。デスベガスの酒場に置いてあるバニーガール人形のリルちゃんを盗み、騒動を引き起こした。ひかるビーダマを収集しており、集めたひかるビーダマの数に応じてアイテムと交換してくれる。
カプリ
デスベガスの住人。カジノのミニゲーム・カプリキャッチャーを運営している。
ドドヘイ
デスベガスの住人。デスバレー鉱山で働いていたが、用済みになった囚人が魔物によって缶詰にされると知り、レディに助けを求める。ロケットエンジンが内蔵された靴を履いており、履きっぱなしで蒸れて少し臭うロケット靴をレディに提供する。
ラムス王
作中の200年前に存在した王。空からバロンロックに進入する方法を探るため、嘆きの岬の近くに塔を建造し、科学者達を塔の中に監禁してバロンロックへ行くための研究を続けさせた。しかし目的は達成できず、死んだ後も魂となって塔の中を彷徨っている。レディ達の協力によって、魂の抜けた空飛ぶ絨毯に憑依し、レディ達を絨毯の上に乗せてバロンロックに送り届けた後、満足して成仏した。

### 魔物
トマトン
トマトの姿をした魔物の種族。色や大きさ、形態など様々な亜種が存在する。かつては人間と共生していた。トマトンの大王にポンム・ド・ロワ2世がおり、人間とトマトンの友情の証であるチャイナブーツを持っている。
ベビーバロン
小悪魔の姿をした魔物の種族。槍を持っている。ジェイビーから魔物の帝国を築く野望を吹き込まれて、彼の手足として動いている者が多い。ベビすけ、ベビへい、ベビたなど、固有の名前を持つ者もいる。
ジェイビー
巨大なベビーバロン。「ジェイビー」は「ジャンボベビーバロン」の略であり、本人は部下に対してジェイビーと呼ぶように指示している。元々はデスランドに住む平凡なベビーバロンだったが、作中の数千年前、島内の森を散歩をしていたところをキングバロンに捕獲され、彼の実験の被験体にされた挙句、奴隷のように酷使された。その後、島中がキングバロンの実験で巨大化した魔物だらけになったため、冬眠用の棺に入り、作中の時代になるまで眠りに就いて身を隠した。実験の結果、知能を残したまま巨大化し、自身でも加減が難しいほど腕力が大幅に強化されたが、その代償として精神が少しずつ蝕まれている。キングバロンが発明したといわれる古代の装置を復活させるため、デスランド島の魔物を配下に置き、キングバロンの財宝を求めてデスランド島にやってきた人間を捕獲して缶詰にしつつ、島内で不穏な動きを見せる。装置の復活の目途が立つと、それまで手下として利用していた魔物達を裏切り、キングバロンの研究所で生体実験の被検体にした。ゲームの終盤でレディ達との決戦時に変身して、名前もなぜかジャビーに変わった。レディ達に敗北した後、自身の人生を嘲笑して消滅した。
ゲスタフ
地下水道を管理している魔物。レディを排除するため、警報を鳴らして襲いかかってくる。警報はゲスタフを倒した後に止めることができる。
ヘブリ
デスバレー鉱山の管理をしている魔物。老人の姿に化け、ジェイビーの代わりにデスベガスの住人に指示を出す。正体が露見した後は、デスバレーから逃走して姿が見えなくなる。
ゲドー
ゲスタフの兄。デスバレー鉱山の麓にあるケーブルカー乗り場にいる。ケーブルカーの切符を所持していない場合、弟の敵討をするために襲いかかってくる。
モグきち
トロッコに乗っているモグラのような見た目の魔物。トロッコの前方に付いた発射口から火の玉を発射する。
ゲムコ
ジェイビーの手によって化石から復活した巨大なトマトン。魔物達を統率する立場にあり、多くの魔物からは慕われているが、ゲムコを快く思わない魔物もいる。火山の中に基地を建造したが、噴火が起きた際、基地の中に取り残されて火山の熱で失明した。レディ達に対して、巨大化した魔物は強大な力を得る代わりに精神が蝕まれることや、ジェイビーがデスランド島の魔物を利用して何かを企んでいることを話し、息絶えて化石に戻った。
キングバロン
かつてデスランド島に存在していたという魔物。人間を超えた知性を持つ天才で様々な研究に傾倒し、島中に施した罠や仕掛けで魔物を捕獲して生体実験などを繰り返していた。魔物を巨大化する装置を発明したことと、生体実験を施した魔物達に襲われ、追い詰められて自ら魔物を巨大化する装置に入ったことが記録に残されている。本作品のラストボスであり、ジェイビーを倒した後、部屋の隅にある魔物を巨大化する装置から、半ば溶解して巨大な顔のみが装置から出てきている状態で、むきむきヘッド、ドラゴンヘッドを出すなどして襲い掛かってくる。

### その他の人物
リカ
物語の後半で、人がいなくなったバロン城下の温泉に浸かっている女性。レディに胸を触られて恍惚に浸る。
ヤス
物語の後半で、モンスター村の教会にいる眼鏡をかけた謎の青年。話しかけると、「ありをりはべりいまそかり」とラ行変格活用を言い放つ。
まみ
嘆きの岬で佇んでいる女性。自称「妖精マミリィ」。合い言葉は「キミソバ」だが、卵の入った蕎麦ではないと語る。
ゲム星人
物語の後半で、ゴーストタウンと化した港町の博物館を徘徊している謎の生物。白ハゲのような外見をしている。話しかけると、一度だけ「ゲムおかし」というアイテムをくれる。それ以降は、話しかけても「もうないよ」と返される。

## 音楽
サウンドトラック
- 『レディストーカー 過去からの挑戦』
バップ（1995/4/26）

| #   | タイトル                                       | 作詞 | 作曲・編曲 |
| --- | ---------------------------------------------- | ---- | ---------- |
| 1.  | 「タウンズ・オブ・デスランド」                 |      |            |
| 2.  | 「ブレイヴ・レディ」                           |      |            |
| 3.  | 「ファイティング・ダンサー」                   |      |            |
| 4.  | 「死のからくり城（バロン・ザ・キャッスル）」   |      |            |
| 5.  | 「爆走（エンドレス・レイル）」                 |      |            |
| 6.  | 「負けないわよっ!」                            |      |            |
| 7.  | 「カジノ」                                     |      |            |
| 8.  | 「風と雲を抜けて（フライング・ラグ）」         |      |            |
| 9.  | 「待ち受けていた伝説」                         |      |            |
| 10. | 「伝説との対決（ジ・アポカリプス・エンジン）」 |      |            |
| 11. | 「エンディング・テーマ」                       |      |            |
| 12. | 「レディの部屋」                               |      |            |
| 13. | 「ヨシオ激怒」                                 |      |            |
| 14. | 「火事のあと」                                 |      |            |
| 15. | 「メインタイトル」                             |      |            |
| 16. | 「活動大写真」                                 |      |            |
| 17. | 「闇に続く水路」                               |      |            |
| 18. | 「儀式」                                       |      |            |
| 19. | 「デスベガス」                                 |      |            |
| 20. | 「灼熱の火山」                                 |      |            |
| 21. | 「スノーバレー」                               |      |            |
| 22. | 「ラムスの塔」                                 |      |            |
| 23. | 「キングバロン遺跡」                           |      |            |
| 24. | 「キングバロンの館」                           |      |            |
| 25. | 「JBのテーマ」                                 |      |            |

## スタッフ
- マップ・ユニット
  - チーフ・マップ・デザイナー：西垣伸也
  - マップ・デザイナー：折尾一則、二木康夫、あらいよしまさ、宮崎龍四郎
- C.G.ユニット
  - チーフC.G.デザイナー、C.G.データコントロール・ディレクター：吉田英博
  - 背景C.G.デザイナー：宮崎龍四郎、かくさかひろただ、なかしまひろと、望月美津穂
  - モンスターC.G.デザイナー：なかしまひろと
  - ピープル、アイテムオブジェクトC.G.デザイナー：平下陽二郎、宮崎龍四郎
  - フォントC.G.デザイナー：望月美津穂
- プログラム・ユニット
  - チーフ・プログラマー：内藤寬
  - バトル・プログラマー：松本清明
  - トーク・プログラマー：田川佳紀
  - 3Dグラフィックツール・プログラマー：熊谷康宏
  - オブジェクトツール・プログラマー：滝本真澄
- サウンド・ユニット
  - 音楽：菅井えり
  - サウンド・プログラマー：山本雅康
  - 声優：小森まなみ
- スタッフ
  - シナリオ：西垣伸也、田川佳紀
  - キャラクター・デザイン：玉木美孝、吉田英博、平下陽二郎
  - モンスター・デザイン：なかしまひろと
  - アシスタント・ディレクター：平下陽二郎、すぎもりこうじ
  - ディレクター：西垣伸也
  - エグゼクティブ・ディレクター：内藤寬

## 評価
ゲーム誌『ファミコン通信』の「クロスレビュー」では8・7・7・6の合計28点（満40点）、『ファミリーコンピュータMagazine』の読者投票による「ゲーム通信簿」での評価は以下の通り、21.3点（満30点）となっている。
| 項目 | キャラクタ | 音楽 | お買得度 | 操作性 | 熱中度 | オリジナリティ | 総合 |
| 得点 | 3.7        | 3.5  | 3.4      | 3.6    | 3.5    | 3.7            | 21.3 |

## 関連商品

### 攻略本
『レディストーカー 〜過去からの挑戦〜 デスランド・パーフェクトガイドブック』
ISBN 978-4-8936-6352-8 アスペクト 1995年3月 142ページ

### 小説
『レディストーカー 過去からの挑戦』
妹尾ゆふ子（著）・橋本正枝（イラスト） ISBN 978-4-8936-6347-4 ログアウト冒険文庫 1995年4月 238ページ